# 平山镇 (高州市)
平山镇是中华人民共和国广东省茂名市高州市下辖的一个乡镇级行政单位。因镇内平山岭而得名。民国时期为黄塘乡，1958年为兴建高州水库，原黄塘墟迁至平山岭附近，1959年设平山公社，1983年改区，1987年建镇。

## 行政区划
平山镇下辖以下地区：
平山社区、凤凰村、乐泗村、仁耀垌村、福芳村、泮水塘村、大仁庙村、木禾塘村、大坡咀村、合水口村、古塘村、樟坑村、贺垌村、田坪村、平山村和玉坑塘村。